# John C. Maxwell
John Calvin Maxwell (n. 20 februarie 1947, Garden City, Michigan, Statele Unite ale Americii) este un autor american, orator și pastor care a scris multe cărți în domeniul leadership-ului. Printre cărțile publicate se numără Cele 21 de Legi Supreme ale Liderului și Cele 21 de Calități ale Liderului. 
Cărțile sale s-au vândut în milioane de exemplare, iar unele dintre ele au fost incluse pe lista New York Times Best Seller.

## Viața personală
Maxwell s-a născut în Garden City, Michigan în 1947. Fiind creștin evanghelist, și-a urmat tatăl în ministeriat. A studiat la Ohio Christian University și a obținut licența în 1969, apoi Master of Divinity de la Azusa Pacific University și un Doctorat în ministeriat de la Fuller Theological Seminary. În prezent, locuiește în Florida de Sud cu soția sa, Margaret.

## Carieră
Din 1970, Maxwell a condus biserici din Indiana, Ohio, California și Florida. După ce a slujit ca pastor senior vreme de 14 ani,  a plecat de la Skyline Church în 1995 pentru a se dedica pe deplin vorbitului în public și scrisului. În 2004 s-a întors în ministeriatul congregațional la Christ Fellowship din Palm Beach Gardens, Florida, unde în prezent predă în calitate de pastor.
Maxwell este un expert în leadership, vorbitor în public și autor de cărți. Este fondatorul INJOY, Maximum Impact, The John Maxwell Team, ISS (INJOY Stewardship Solutions) și EQUIP. EQUIP este o organizație internațională de dezvoltare a leadership-ului care are ca scop ajutarea liderilor, implicând lideri din peste 80 de țări. Misiunea sa este „să vadă liderii creștini cum își îndeplinesc eficient Marea Misiune (din engleză: the Great Commission) în fiecare națiune”. The John Maxwell Team este o organizație internațională de dezvoltare a leadership-ului care formează și certifică coach-i, trainer-i, profesori și vorbitori în public. A fost fondată în 2011 de către John C. Maxwell și Paul Martinelli. În prezent, reunește peste 11 000 de membri din peste 140 de țări, dintre care 600 de membri numai în România. După Statele Unite ale Americii, România este singura țară din lume care are propriul program de certificare The John Maxwell Team, înființat în 2012, sub conducerea lui Sorin Popa.
Maxwell vorbește anual în companii din Fortune 500, lideri ai guvernelor internaționale și organizații diverse precum Academia Militară a Statelor Unite de la West Point și Liga Națională de Fotbal. A fost declarat autor best-seller de către New York Times, Wall Street Journal și Business Week și a fost unul dintre cei 25 de autori de cărți selectați de Amazon.com în a zecea aniversare Hall of Fame. Trei dintre cărțile sale: Cele 21 de Legi Supreme ale Liderului, Dezvoltă Liderul din Tine și Cele 21 de Calități ale Liderului, s-au vândut fiecare în peste un milion de copii.

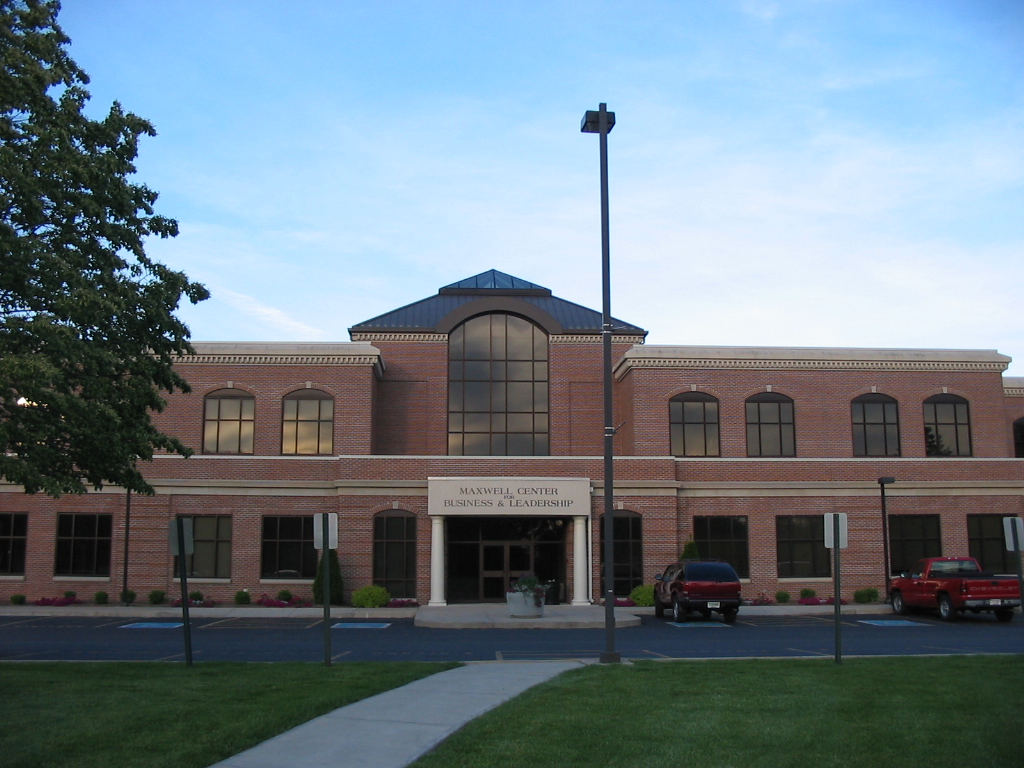
Centrul Maxwell de la Universitatea Wesleyan din Indiana

Maxwell face parte din consiliul de administrație de la Indiana Wesleyan University și are o clădire care îi poartă numele: Centrul Maxwell pentru Afaceri și Leadership.
În iulie 2013, organizația lui Maxwell a format 24 000 de lideri în Guatemala. Randy Stroman și alți membri John Maxwell Team a făcut parte din sesiunile de training care au durat trei zile.
În 2014, Maxwell a fost declarat expertul numărul 1 din lume în domeniul leadership-ului și managementului de către Inc. Magazine.
În 2015, și-a îndeplinit obiectivul de a forma lideri din toată țările de pe glob, recunoscute de ONU.
În 2016, după succesul din 2013 în Guatemala, John Maxwell a mers în Paraguay împreună cu 250 de membri John Maxwell Team voluntari, printre care s-au numărat și români, pentru a forma peste 15 000 de lideri timp de o săptămână prin metoda „mesei rotunde”.

## Apariții în România
- 23 martie 2011 - Palatul Parlamentului, București. Conferința seminar „How to be a R.E.A.L. Sucess. [20][21]
- 12 noiembrie 2013 - Cristal Palace Ballrooms, București. [22]
- 17 octombrie 2016 - Teatrul Național București. [23]